# Manikin Records
Manikin Records ist ein kleines Berliner Plattenlabel, das sich auf die Veröffentlichung elektronischer Musik auf CD spezialisiert hat. Inhaber ist der Musiker und Produzent Mario Schönwälder. Gegründet wurde Manikin Records am 1. April 1992.
Im Programm von Manikin Records finden sich Produktionen von Musikern wie Klaus Schulze, Ashra, Wolfram Spyra und Rolf Trostel, aber auch nur Insidern bekannte Künstler wie Mario Schönwälder, Detlef Keller, Bas Broekhuis, Thomas Fanger, Michael Kersten, The Nightcrawlers, Rainbow Serpent oder Arcanum.
Einen Namen gemacht hat sich Manikin auch durch außergewöhnliche Veröffentlichungen wie z. B. eine CD in einer kleinen runden Blechdose oder ein 10-CD-Set in einer Holzkiste.

## Veröffentlichungen
- 2002: The First Decade 1992-2002 (DoCD)
- 2012: The Second Decade 2002-2012 (DoCD)
- 2023: The Third Decade 2012 - 2022
- Restliche CDs siehe einzelne Künstler